# Władysław Grzywna
Władysław Grzywna (ur. 25 stycznia 1958 w Jaworze) – polski aktor.

## Życiorys
W latach 1979–1983 i w latach 1990–1999 był aktorem teatru Syrena w Warszawie. Występował także w teatrach: Komedia (1992), Muzycznym Roma (2000) i Wielkim (2000), Na Woli, Kamienica, Capitol. Śpiewał również piosenkę tytułową do bajki Kubuś Puchatek.

## Filmografia
- 1988–1989: Leśna rodzina (polski dubbing)
- 1989–1991: Nowe przygody Kubusia Puchatka (polski dubbing, partie wokalne)
- 1998–2003: Miodowe lata (jako Bąbel, gościnnie)
- 1999: Tygrysy Europy (jako dozorca Frątczak)
- 1999: Świat według Kiepskich (jako sędzia, gościnnie)
- 2000–2001: Przeprowadzki (jako obersturmbannfuhrer Stuhl, gościnnie)
- 2000: 13 posterunek 2 (jako reżyser, gościnnie)
- 2001: Myszka Walewska (jako mechanik, gościnnie)
- 2001–2002: Graczykowie, czyli Buła i spóła (jako policjant Grongolewski, gościnnie)
- 2002–2003: Psie serce (jako reżyser spektaklu, gościnnie)
- 2002–2003: Kasia i Tomek (jako kucharz Giorgio / tragarz, gościnnie)
- 2002: Break Point
- 2003: Show (jako realizator)
- 2003–2008: Na Wspólnej (jako Tomek, kucharz w klubie Izabeli)
- 2004: Camera Café (jako Jacek Darewicz, gościnnie)
- 2004: Ekspres polarny (polski dubbing)
- 2005: Boża podszewka II (jako kościelny, gościnnie)
- 2005: Kryminalni (jako Pcheła, odc. 20)
- 2006: U fryzjera (jako Frou-Lou 3, gościnnie)
- 2006: Magiczne drzewo (tragarz, odc. 7)
- 2006: Happy Feet: Tupot małych stóp (jako Lombardo, polski dubbing)
- 2006–2007: Hela w opałach (jako dostawca pizzy, gościnnie)
- 2007: Miejskie szkodniki (jako Świrus, polski dubbing)
- 2007: Dwie strony medalu (jako Kręgiel, gościnnie)
- 2007: Halo Hans (jako Adolf Hitler, gościnnie)
- 2008: Niezawodny system
- 2008: Plebania (jako trener, gościnnie)
- 2008: Hotel pod żyrafą i nosorożcem (jako Zenon Smutny, odc. 5)
- 2009: Rewers
- 2009: Synowie
- 2009: Operacja reszka
- 2010: Usta usta jako recepcjonista w hotelu (odc. 18)
- 2010: 1920. Wojna i miłość jako major z komisji (odc. 8)
- 2010: Daleko od noszy
- 2011: Układ warszawski
- 2011: Na dobre i na złe
- 2012:  Przedtem potem
- 2012: Hotel 52 jako reżyser (odc. 53)
- 2013 Bilet na księżyc
- 2015: Listy do M2
- 2014: Ojciec Mateusz
- 2016: Wmiksowani
- 2017: O mnie się nie martw
- 2018: Dzień czekolady
- 2018: Pierwsza miłość – dyrektor „Hitler” Liceum Ogólnokształconcego
- 2020: Ludzie i bogowie jako paser
- 2021: Miłość do kwadratu
- 2022: Stulecie Winnych jako Sobański
- 2022: Barwy szczęścia jako Rybik
- 2023: Na twoim miejscu
- 2023: Gang Zielonej Rękawiczki

## Inne przedsięwzięcia

### Gwiezdny cyrk
Od 6 marca 2008 występował w pierwszej edycji programu Gwiezdny cyrk, gdzie zajął szóste miejsce.

### Śpiewajmy razem. All Together Now
Od 2018 jest jednym z jurorów talent-show telewizji Polsat Śpiewajmy razem. All Together Now.